# 北海道原子力環境センター
北海道原子力環境センター（ほっかいどうげんしりょくかんきょうセンター、英訳名："Hokkaido Nuclear Energy Environmental Reseach Center"）は北海道が設置する北海道電力泊発電所周辺地域の環境保全のための監視、測定及び調査、災害対策並びに農業及び水産に関する試験研究並びに原子力に関する広報及び啓発を総合的に行うための施設である。

## 概要
- 北海道原子力環境センターは1986年4月に北海道電力泊発電所周辺地域の環境保全のための監視、測定及び調査、災害対策並びに農業及び水産に関する試験研究並びに原子力に関する広報及び啓発を総合的に行うために設置された施設であり、北海道総務部に属する出先機関として位置づけられている[1]。
- 当施設に隣接して北海道原子力防災センター[2]が設置されている。

## 所在地
北海道岩内郡共和町宮丘261番地1

## 事業内容
北海道原子力環境センターは泊発電所周辺についての下記の業務を行う。
- 環境放射線の監視及び測定
- 温排水の影響調査
- 泊発電所の安全対策の推進及び災害対策
- 農業の試験研究
- 水産の試験研究
- 広報及び啓発

## その他
- 施設内には地域住民に原子力のことを正しく知ってもらための「広報展示室」が設置されている。
- 当施設のマスコットキャラクターは「モニタくん」と「モモちゃん」である。